# 江ノ口町
江ノ口町（えのくちちょう）は、高知県土佐郡にあった町。
現在の高知市中心部の北隣（江ノ口川北岸・久万川南岸）、土讃線・高知駅、入明駅の周辺にあたる。本項では町制前の名称である江ノ口村（えのくちむら）についても述べる。

## 地理
- 河川：久万川、江ノ口川

## 歴史
- 1889年（明治22年）4月1日 - 町村制の施行により、江ノ口村・大川筋・比島村の区域をもって江ノ口村が発足。
- 1901年（明治34年）6月1日 - 江ノ口村が町制施行して江ノ口町となる。
- 1917年（大正6年）3月15日 - 高知市に編入。高知市江ノ口となる。

## 交通

### 鉄道路線
現在は旧町域に現・四国旅客鉄道土讃線の高知駅、入明駅、とさでん交通駅前線の高知駅前停留場が所在。ただし当時はいずれも未開業。

## 現在の町名
小津町、入明町、洞ヶ島町、寿町、中水道、相模町、愛宕町一 - 四丁目、吉田町、伊勢崎町、幸町、駅前町、相生町、北本町一 - 四丁目、栄田町一・三丁目、新本町一・二丁目、昭和町、和泉町、塩田町、比島町一 - 四丁目